# Sońsk (Gmina)
Sońsk es un gmina rural (distrito administrativo) en el condado de Ciechanów, Mazovia, en el centro-este de Polonia. Su sede es el pueblo de Sońsk, que se encuentra a unos 11 km al suroeste de Ciechanów y a 66 km al norte de Varsovia.
El gmina cubre un área de 154,99 km², y a partir de 2006 su población total es de 8047 habitantes.

## Pueblos
El gmina Sońsk incluye los pueblos y asentamientos de Bądkowo, Bieńki-Karkuty, Bieńki-Skrzekoty, Bieńki-Śmietanki, Burkaty, Chrościce, Chrościce-Łyczki, Cichawy, Ciemniewko, Ciemniewo, Damięty-Narwoty, Drążewo, Gąsocin, Gołotczyzna, Gutków, Kałęczyn, Komory Błotne, Komory Dąbrowne, Kosmy-Pruszki, Koźniewo Średnie, Koźniewo Wielkie, Koźniewo-Łysaki, Łopacin, Marusy, Mężenino-Węgłowice, Niesłuchy, Olszewka, Ostaszewo, Pękawka, Sarnowa Góra, Skrobocin, Ślubowo, Soboklęszcz, Sońsk, Spądoszyn, Strusin, Strusinek, Szwejki y Wola Ostaszewska.

## Gminas vecinos
El gmina Sońsk limita con los gminas de Ciechanów, Gołymin-Ośrodek, Gzy, Nowe Miasto, Ojrzeń, Sochocin y Świercze.